# Chiến tranh Schleswig lần thứ hai
Chiến tranh Schleswig lần thứ hai (tiếng Đan Mạch: 2. Slesvigske Krig; tiếng Đức: Deutsch-Dänischer Krieg) là cuộc xung đột quân sự thứ hai xảy ra như một kết quả của vấn đề Schleswig-Holstein – một trong những vấn đề ngoại giao phức tạp nhất trong lịch sử thế kỷ 19. Đây cũng là cuộc chiến tranh đầu tiên trong công cuộc thống nhất nước Đức do Thủ tướng Otto von Bismarck của Phổ khởi xướng. Chiến sự đã bùng nổ vào ngày 1 tháng 2 năm 1864, khi các lực lượng của Phổ và Áo vượt qua biên giới tiến vào xứ Schleswig.
Đây là một cuộc chiến tranh giữa Đan Mạch với Phổ và Áo, hai thành viên của Liên minh các quốc gia Đức. Cũng giống như cuộc Chiến tranh Schleswig lần thứ nhất (1848 – 1851, trong đó Liên minh các quốc gia Đức bị Đan Mạch đánh bại), hai bên đánh nhau để tranh giành quyền kiểm soát các công quốc Schleswig - Holstein, do các tranh cãi về quyền kế vị liên quan đến các công quốc Holstein và Lauenburg khi vua Đan Mạch qua đời mà không có một người nối ngôi có thể được Liên minh các quốc gia Đức chấp nhận. Mâu thuẫn đã nảy sinh do việc thông qua Hiến pháp tháng Mười một năm 1863, theo đó Công quốc Schleswig bị sáp nhập vào Vương quốc Đan Mạch, trái ngược với Nghị định thư Luân Đôn năm 1852.
Các nguyên nhân của cuộc chiến là sự mâu thuẫn về sắc tộc tại Schleswig và sự hiện hữu chung của các hệ thống chính trị đối lập bên trong nhà nước thống nhất Đan Mạch.
Đối với người Phổ, cuộc chiến này trở thành một cơ hội để lực lượng quân đội mới được cải tổ của Phổ thể hiện bản lĩnh của mình. Phía Đan Mạch không có đủ thực lực quân sự để đánh bại người Đức. Trong khi quân đội Đan Mạch bị áp đảo về mặt quân số, quân đội Đức sở hữu một lực lượng pháo binh tân tiến, với các khẩu pháo rãnh xoắn nạp hậu có tầm bắn chính xác. Mặc dù vậy, hải quân Đan Mạch đã thể hiện khả năng của mình qua việc phong tỏa bờ biển của nước Phổ và đánh bại hải quân Áo trong trận Heligoland. Trước sự tấn công của 5 vạn 7 nghìn quân Áo - Phổ dưới quyền chỉ huy của Thống chế Phổ Friedrich Graf von Wrangel, các tư lệnh của Đan Mạch dần dần rút quân chủ lực với 4 vạn 4 nghìn người của mình về pháo đài Dybbøl và đảo Alsen, trong khi phần còn lại của quân đội Đan Mạch triệt thoái về Jutland. Trong khi quân của Wrangel tấn công Jutland, Hoàng thân Friedrich Karl chỉ huy quân lực Phổ tiến công Dybbøl từ đầu tháng 4, và đập tan quân phòng ngự Đan Mạch trong các chiến hào bằng một trận đánh dữ dội vào ngày 18 tháng 4, gây tổn thất lớn cho quân Đan Mạch. Chiến thắng Dybbøl đã cho thấy sức mạnh quân sự của Phổ, và làn sóng tự hào cùng với chủ nghĩa yêu nước dấy lên tại Phổ sau trận chiến này đã góp phần dập tắt sự chống đối của những người theo chủ nghĩa tự do đối với chính phủ của Thủ tướng Bismarck.
Trong khi ấy, quân đội Áo cũng tràn khắp Jutland Trước sự nài nỉ của người Anh, một thỏa ước đã diễn ra giữa hai bên tham chiến, nhưng thất bại. Vào cuối tháng 6, chiến sự tái diễn với việc Friedrich Karl thay thế Wrangel giữ chức Tổng tư lệnh quân Đồng minh Áo - Phổ. Vào ngày 29 tháng 6 năm 1864, vị hoàng thân Phổ đã đánh chiếm Alsen, giáng đòn nặng nề vào tinh thần của người Đan Mạch. Đan Mạch bị buộc phải ngồi vào vòng đàm phán. Mặc dù người Đan Mạch vẫn còn hy vọng về một cuộc phân chia lãnh thổ, phía Đức không chịu đưa ra bất kỳ một sự nhượng bộ nào. Cuộc chiến cuối cùng đã kết thúc vào ngày 30 tháng 10 năm 1864, khi Hòa ước Viên được ký kết Đan Mạch phải nhường các công quốc Schleswig, Holstein, và Sachsen-Lauenburg cho Phổ và Đế quốc Áo. Các lãnh thổ này trở thành tài sản riêng của các vị vua cai trị Phổ và Áo, và họ chấp thuận thiết lập bộ máy hành chính chung ở các tỉnh. Trong khi chiến thắng trong cuộc chiến đã khẳng định vai trò của nước Phổ dưới quyền Bismarck như là một cường quốc hàng đầu trong khu vực, đây cũng là cuộc xung đột thắng lợi cuối cùng trong lịch sử của Đế quốc Áo/Áo-Hung.